# Chrysojasminum fruticans
Il gelsomino giallo (Chrysojasminum fruticans (L.) Banfi) è una pianta della famiglia delle Oleaceae.

## Distribuzione e habitat
La specie è diffusa lungo le coste mediterranee dell'Europa e del Nordafrica e si spinge ad est attraverso l'Asia occidentale, sino all'Iran.
Fiorisce in primavera e all'inizio dell'estate su terreni asciutti, soleggiati, spesso rocciosi, con una lieve preferenza per il calcare.

## Usi
È coltivata in terreno secco, per le sue qualità ornamentali.